# Assemblée parlementaire de la Bosnie-Herzégovine
Pour les autres articles nationaux ou selon les autres juridictions, voir Assemblée parlementaire.
Ne doit pas être confondu avec Parlement de la fédération de Bosnie-et-Herzégovine.
9e législature
Bâtiment du Parlement
L'Assemblée parlementaire de la Bosnie-Herzégovine (en bosnien, croate et serbe : Parlamentarna skupština Bosne i Hercegovine ; en serbe en écriture cyrillique : Парламентарна скупштина Босне и Херцеговине) est l'organe constitutionnel titulaire du pouvoir législatif en Bosnie-Herzégovine.
Il s'agit ici d'un organe de structure bicaméraliste, c'est-à-dire composé de deux chambres :
- la Chambre des représentants, formant la chambre basse, elle est composée de 42 membres élus pour un mandat de quatre ans au scrutin proportionnel ;
- la Chambre des peuples, formant la chambre haute, elle est composée de 15 délégués, élus au suffrage indirects.

Les sièges des différentes chambres tiennent compte de la représentation entre les entités de la fédération de Bosnie-et-Herzégovine et de la république serbe de Bosnie